# Плавання на літніх Олімпійських іграх 2004
Змагання з плавання на літніх Олімпійських іграх 2004 в Афінах тривали з 14 до 21 серпня 2004 року в Афінському олімпійському центрі водних видів спорту в місті Марусі. Розіграно 32 комплекти нагород (по 16 серед чоловіків і жінок). Змагалися 937 плавці зі 152-х країн. Збереглися зміни в програмі, запроваджені на попередніх Іграх, зокрема,  формат трьох раундів (попередні запливи, півфінали та фінал) для всіх коротких дистанцій (200 метрів і менше).
Плавці Сполучених Штатів і далі домінували в медальному заліку, здобувши 28 нагород (12 золотих, 9 срібних і 7 бронзових). Австралія посіла друге місце, як і в Сіднеї 2000 року, виборовши 15 медалей (7 золотих, 5 срібних і 3 бронзові). Тим часом Японія з вісьмома медалями перемістилася на 3-тє місце, завдяки подвійній перемозі Косуке Кітаджіми в плаванні брасом. Загалом під час змагань встановлено вісім світових і двадцять п'ять олімпійських рекордів.

## Спортивні споруди
Змагання з плавання на літніх Олімпійських іграх 2004 відбулися в Афінському олімпійському центрі водних видів спорту, який під час Ігор офіційно називався Олімпійський центр водних видів спорту Афінського олімпійського спортивного комплексу. Побудований для Середземноморських ігор 1991, комплекс зазнав реконструкції для проведення змагань з плавання, стрибків у воду, синхронного плавання та водного поло. Вперше в історії Олімпійських ігор змагання у всіх водних видах програми відбулися в одному місці. У головному відкритому басейні комплексу, що вміщував 10 893 глядачів, протягом усього часу ігор тривали змагання з плавання та водного поло. Спочатку в рамках реконструкції планувалося побудувати брезентовий дах з пластиковим покриттям, який мав покривати два відкритих басейни комплексу, щоб захистити глядачів і плавців від літньої спеки. Однак, у березні 2004 року через перевитрати коштів і затримки в будівництві планувальники постановили зняти дах. ФІНА розкритикувала це рішення. Остаточно місце проведення ФІНА затвердила за кілька тижнів перед відкриттям Ігор.

## Дисципліни
Розіграно медалі в таких дисциплінах (усі змагання були на довгій воді, дистанції вказано в метрах):
- Вільний стиль: 50, 100, 200, 400, 800 (жінки) і 1500 (чоловіки);
- Плавання на спині: 100 і 200;
- Брас: 100 і 200;
- Батерфляй: 100 і 200;
- Індивідуальне комплексне плавання: 200 і 400;
- Естафети: 4×100 вільним стилем, 4×200 вільним стилем і 4×100 комплексом.

### Розклад змагань
| З | Попередні запливи | ½ | Півфінали | Ф | Фінал |

| Дата →                               | 14 сер | 14 сер | 15 сер | 15 сер | 16 сер | 16 сер | 17 сер | 17 сер | 18 сер | 18 сер | 19 сер | 19 сер | 20 сер | 20 сер | 21 сер | 21 сер |
| Дисципліна ↓                         | Р      | В      | Р      | В      | Р      | В      | Р      | В      | Р      | В      | Р      | В      | Р      | В      | Р      | В      |
| ------------------------------------ | ------ | ------ | ------ | ------ | ------ | ------ | ------ | ------ | ------ | ------ | ------ | ------ | ------ | ------ | ------ | ------ |
| 50 м вільним стилем                  |        |        |        |        |        |        |        |        |        |        | З      | ½      |        | Ф      |        |        |
| 100 м вільним стилем                 |        |        |        |        |        |        | З      | ½      |        | Ф      |        |        |        |        |        |        |
| 200 м вільним стилем                 |        |        | З      | ½      |        | Ф      |        |        |        |        |        |        |        |        |        |        |
| 400 м вільним стилем                 | З      | Ф      |        |        |        |        |        |        |        |        |        |        |        |        |        |        |
| 1500 м вільним стилем                |        |        |        |        |        |        |        |        |        |        |        |        | З      |        |        | Ф      |
| 100 м на спині                       |        |        | З      | ½      |        | Ф      |        |        |        |        |        |        |        |        |        |        |
| 200 м на спині                       |        |        |        |        |        |        |        |        | З      | ½      |        | Ф      |        |        |        |        |
| 100 м брасом                         | З      | ½      |        | Ф      |        |        |        |        |        |        |        |        |        |        |        |        |
| 200 м брасом                         |        |        |        |        |        |        | З      | ½      |        | Ф      |        |        |        |        |        |        |
| 100 м батерфляєм                     |        |        |        |        |        |        |        |        |        |        | З      | ½      |        | Ф      |        |        |
| 200 м батерфляєм                     |        |        |        |        | З      | ½      |        | Ф      |        |        |        |        |        |        |        |        |
| 200 м комплексом                     |        |        |        |        |        |        |        |        | З      | ½      |        | Ф      |        |        |        |        |
| 400 м комплексом                     | З      | Ф      |        |        |        |        |        |        |        |        |        |        |        |        |        |        |
| естафета 4x100 метрів вільним стилем |        |        | З      | Ф      |        |        |        |        |        |        |        |        |        |        |        |        |
| естафета 4x200 метрів вільним стилем |        |        |        |        |        |        | З      | Ф      |        |        |        |        |        |        |        |        |
| естафета 4x100 метрів комплексом     |        |        |        |        |        |        |        |        |        |        |        |        | З      |        |        | Ф      |

| Дата →                               | 14 сер | 14 сер | 15 сер | 15 сер | 16 сер | 16 сер | 17 сер | 17 сер | 18 сер | 18 сер | 19 сер | 19 сер | 20 сер | 20 сер | 21 сер | 21 сер |
| Дисципліна ↓                         | Р      | В      | Р      | В      | Р      | В      | Р      | В      | Р      | В      | Р      | В      | Р      | В      | Р      | В      |
| ------------------------------------ | ------ | ------ | ------ | ------ | ------ | ------ | ------ | ------ | ------ | ------ | ------ | ------ | ------ | ------ | ------ | ------ |
| 50 м вільним стилем                  |        |        |        |        |        |        |        |        |        |        |        |        | З      | ½      |        | Ф      |
| 100 м вільним стилем                 |        |        |        |        |        |        |        |        | З      | ½      |        | Ф      |        |        |        |        |
| 200 м вільним стилем                 |        |        |        |        | З      | ½      |        | Ф      |        |        |        |        |        |        |        |        |
| 400 м вільним стилем                 |        |        | З      | Ф      |        |        |        |        |        |        |        |        |        |        |        |        |
| 800 м вільним стилем                 |        |        |        |        |        |        |        |        |        |        | З      |        |        | Ф      |        |        |
| 100 м на спині                       |        |        | З      | ½      |        | Ф      |        |        |        |        |        |        |        |        |        |        |
| 200 м на спині                       |        |        |        |        |        |        |        |        |        |        | З      | ½      |        | Ф      |        |        |
| 100 м брасом                         |        |        | З      | ½      |        | Ф      |        |        |        |        |        |        |        |        |        |        |
| 200 м брасом                         |        |        |        |        |        |        |        |        | З      | ½      |        | Ф      |        |        |        |        |
| 100 м батерфляєм                     | З      | ½      |        | Ф      |        |        |        |        |        |        |        |        |        |        |        |        |
| 200 м батерфляєм                     |        |        |        |        |        |        | З      | ½      |        | Ф      |        |        |        |        |        |        |
| 200 м комплексом                     |        |        |        |        | З      | ½      |        | Ф      |        |        |        |        |        |        |        |        |
| 400 м комплексом                     | З      | Ф      |        |        |        |        |        |        |        |        |        |        |        |        |        |        |
| естафета 4x100 метрів вільним стилем | З      | Ф      |        |        |        |        |        |        |        |        |        |        |        |        |        |        |
| естафета 4x200 метрів вільним стилем |        |        |        |        |        |        |        |        | З      | Ф      |        |        |        |        |        |        |
| естафета 4x100 метрів комплексом     |        |        |        |        |        |        |        |        |        |        |        |        | З      |        |        | Ф      |

## Країни-учасниці
Загалом на цих Олімпійських іграх змагалися 937 плавців (544 чоловіки та 393 жінки) зі 152 країн. Антигуа і Барбуда, Бенін, Буркіна-Фасо, Бурунді, Камерун, Кайманові острови, Гаяна і Туркменістан офіційно дебютували в плаванні. Тоді як Албанія, Лівійська Арабська Джамахірія та Норвегія повернулися після тривалої відсутності.
- Албанія  (2)
- Алжир  (6)
- Андорра  (2)
- Ангола  (1)
- Антигуа і Барбуда  (2)
- Аргентина  (10)
- Вірменія  (1)
- Аруба  (2)
- Австралія  (41)
- Австрія  (6)
- Азербайджан  (2)
- Багамські Острови  (4)
- Бахрейн  (2)
- Бангладеш  (2)
- Барбадос  (4)
- Білорусь  (9)
- Бенін  (2)
- Бермуди  (1)
- Болівія  (2)
- Боснія і Герцеговина  (1)
- Бразилія  (23)
- Болгарія  (6)
- Буркіна-Фасо  (1)
- Бурунді  (2)
- Камбоджа  (2)
- Камерун  (1)
- Канада  (20)
- Кайманові Острови  (3)
- Чилі  (3)
- Китай  (28)
- Колумбія  (3)
- Республіка Конго  (2)
- Коста-Рика  (1)
- Кот-д'Івуар  (2)
- Хорватія  (13)
- Куба  (2)
- Кіпр  (5)
- Чехія  (12)
- Данія  (6)
- Еквадор  (1)
- Єгипет  (2)
- Сальвадор  (1)
- Естонія  (6)
- Фіджі  (1)
- Фінляндія  (7)
- Франція  (21)
- Німеччина  (35)
- Грузія  (1)
- Велика Британія  (33)
- Греція  (28)
- Гренада  (2)
- Гуам  (1)
- Гватемала  (4)
- Гвінея  (1)
- Гаяна  (1)
- Гондурас  (2)
- Гонконг  (7)
- Угорщина  (25)
- Ісландія  (7)
- Індія  (1)
- Індонезія  (3)
- Іран  (1)
- Ірак  (1)
- Ірландія  (2)
- Ізраїль  (2)
- Італія  (29)
- Ямайка  (4)
- Японія  (20)
- Йорданія  (2)
- Казахстан  (11)
- Кенія  (2)
- Південна Корея  (19)
- Киргизстан  (6)
- Лаос  (2)
- Латвія  (5)
- Ліван  (2)
- Лівія  (2)
- Литва  (10)
- Люксембург  (2)
- Північна Македонія  (4)
- Мадагаскар  (2)
- Малаві  (2)
- Малайзія  (4)
- Мальдіви  (2)
- Малі  (2)
- Мальта  (2)
- Маврикій  (2)
- Мексика  (6)
- Федеративні Штати Мікронезії  (2)
- Молдова  (10)
- Монако  (1)
- Монголія  (1)
- Марокко  (1)
- Мозамбік  (2)
- Непал  (2)
- Нідерланди  (16)
- Нова Зеландія  (13)
- Нікарагуа  (2)
- Нігер  (1)
- Нігерія  (2)
- Норвегія  (1)
- Пакистан  (2)
- Палау  (1)
- Палестина  (1)
- Панама  (2)
- Папуа Нова Гвінея  (1)
- Парагвай  (1)
- Перу  (2)
- Філіппіни  (5)
- Польща  (7)
- Португалія  (11)
- Пуерто-Рико  (6)
- Катар  (1)
- Румунія  (7)
- Росія  (30)
- Руанда  (2)
- Сент-Люсія  (1)
- Сент-Вінсент і Гренадини  (1)
- Сан-Марино  (2)
- Саудівська Аравія  (1)
- Сенегал  (2)
- Сербія і Чорногорія  (7)
- Сейшельські Острови  (2)
- Сінгапур  (5)
- Словаччина  (2)
- Словенія  (11)
- ПАР  (8)
- Іспанія  (16)
- Шрі-Ланка  (2)
- Суринам  (2)
- Свазіленд  (1)
- Швеція  (15)
- Швейцарія  (13)
- Сирія  (1)
- Китайський Тайбей  (13)
- Таїланд  (6)
- Тринідад і Тобаго  (3)
- Туніс  (2)
- Туреччина  (9)
- Туркменістан  (2)
- Уганда  (1)
- Україна  (27)
- Об'єднані Арабські Емірати  (1)
- США  (43)
- Уругвай  (4)
- Узбекистан  (15)
- Венесуела  (4)
- В'єтнам  (1)
- Американські Віргінські Острови  (2)
- Ємен  (1)
- Замбія  (2)
- Зімбабве  (2)

## Медальний залік
| Місце                | Країна                  | Золото | Срібло | Бронза | Загалом |
| -------------------- | ----------------------- | ------ | ------ | ------ | ------- |
| 1                    | США (USA)               | 12     | 9      | 7      | 28      |
| 2                    | Австралія (AUS)         | 7      | 5      | 3      | 15      |
| 3                    | Японія (JPN)            | 3      | 1      | 4      | 8       |
| 4                    | Нідерланди (NED)        | 2      | 3      | 2      | 7       |
| 5                    | Україна (UKR)           | 2      | 0      | 1      | 3       |
| 6                    | Франція (FRA)           | 1      | 2      | 3      | 6       |
| 7                    | Польща (POL)            | 1      | 2      | 0      | 3       |
| 8                    | Зімбабве (ZIM)          | 1      | 1      | 1      | 3       |
| 8                    | ПАР (RSA)               | 1      | 1      | 1      | 3       |
| 10                   | Китай (CHN)             | 1      | 1      | 0      | 2       |
| 11                   | Румунія (ROM)           | 1      | 0      | 1      | 2       |
| 12                   | Австрія (AUT)           | 0      | 2      | 0      | 2       |
| 13                   | Німеччина (GER)         | 0      | 1      | 4      | 5       |
| 14                   | Італія (ITA)            | 0      | 1      | 1      | 2       |
| 14                   | Угорщина (HUN)          | 0      | 1      | 1      | 2       |
| 16                   | Росія (RUS)             | 0      | 1      | 0      | 1       |
| 16                   | Хорватія (CRO)          | 0      | 1      | 0      | 1       |
| 18                   | Велика Британія (GBR)   | 0      | 0      | 2      | 2       |
| 19                   | Аргентина (ARG)         | 0      | 0      | 1      | 1       |
| 19                   | Тринідад і Тобаго (TRI) | 0      | 0      | 1      | 1       |
| Загалом (20 збірних) | Загалом (20 збірних)    | 32     | 32     | 33     | 97      |

## Результати

### Чоловіки
| Дисципліни                      | Золото | Золото     | Срібло | Срібло      | Бронза | Бронза      |
| ------------------------------- | --- | ---------- | --- | ----------- | --- | ----------- |
| 50 м вільним стилем             | Ґері Голл-молодший (USA)                                                                                                  | 21.93      | Дуже Драганья (CRO)                                                                                            | 21.94       | Роланд Шуман (RSA) | 22.02       |
| 100 м вільним стилем            | Пітер ван ден Гогенбанд (NED)                                                                                             | 48.17      | Роланд Шуман (RSA)                                                                                             | 48.23       | Ян Торп (AUS) | 48.56       |
| 200 м вільним стилем            | Ян Торп (AUS) | 1:44.71 OR | Пітер ван ден Гогенбанд (NED)                                                                                  | 1:45.23     | Майкл Фелпс (USA) | 1:45.32 AM  |
| 400 м вільним стилем            | Ян Торп (AUS) | 3:43.10    | Ґрант Гаккетт (AUS)                                                                                            | 3:43.36     | Кліт Келлер (USA) | 3:44.11 AM  |
| 1500 м вільним стилем           | Ґрант Гаккетт (AUS) | 14:43.40   | Ларсен Дженсен (USA)                                                                                           | 14:45.29 AM | Девід Девіс (GBR) | 14:45.95 NR |
|                                 | |            | |             | |             |
| 100 м на спині                  | Аарон Пірсол (USA) | 54.06      | Маркус Роган (AUT)                                                                                             | 54.35       | Томомі Моріта (JPN) | 54.36 AS    |
| 200 м на спині                  | Аарон Пірсол (USA) | 1:54.95 OR | Маркус Роган (AUT)                                                                                             | 1:57.35     | Разван Іонут Флореа (ROM) | 1:57.56     |
|                                 | |            | |             | |             |
| 100 м брасом                    | Косуке Кітаджіма (JPN) | 1:00.08    | Брендан Гансен (USA)                                                                                           | 1:00.25     | Юг Дюбоск (FRA) | 1:00.88     |
| 200 м брасом                    | Косуке Кітаджіма (JPN) | 2:09.44 OR | Даніел Дьюрта (HUN)                                                                                            | 2:10.80     | Брендан Гансен (USA) | 2:10.87     |
|                                 | |            | |             | |             |
| 100 м батерфляєм                | Майкл Фелпс (USA) | 51.25 OR   | Іян Крокер (USA)                                                                                               | 51.29       | Андрій Сердінов (UKR) | 51.36 EU    |
| 200 м батерфляєм                | Майкл Фелпс (USA) | 1:54.04 OR | Такасі Якамото (JPN)                                                                                           | 1:54.56 AS  | Стівен Перрі (GBR) | 1:55.52     |
|                                 | |            | |             | |             |
| 200 м комплексом                | Майкл Фелпс (USA) | 1:57.14 OR | Раян Лохте (USA)                                                                                               | 1:58.78     | Джордж Бовелл (TRI) | 1:58.80 NR  |
| 400 м комплексом                | Майкл Фелпс (USA) | 4:08.26 WR | Ерік Вендт (USA)                                                                                               | 4:11.81     | Ласло Чех (HUN) | 4:12.15     |
|                                 | |            | |             | |             |
| Естафета 4×100 м вільним стилем | ПАР (RSA) Роланд Шуман Ліндон Фернс Даріан Таунсенд Рейк Нетлінг                                                          | 3:13.17 WR | Нідерланди (NED) Йоган Кенкгейс Мітья Застро Клас-Ерік Зверінґ Пітер ван ден Гогенбанд Марк Венс*              | 3:14.36 NR  | США (USA) Іян Крокер Майкл Фелпс Ніл Вокер Джейсон Лезак Нейт Дусінґ* Ґері Голл-молодший* Ґейб Вудворд*                       | 3:14.62     |
| Естафета 4×200 м вільним стилем | США (USA) Майкл Фелпс Раян Лохте Пітер Вандеркаай Кліт Келлер Скотт Ґолдблатт* Ден Кетчум*                                | 7:07.33 AM | Австралія (AUS) Ґрант Гаккетт Майкл Клім Ніколас Спенджер Ян Торп Ентоні Матковіч* Тодд Пірсон* Крейґ Стівенс* | 7:07.46     | Італія (ITA) Еміліано Брембілья Массіміліано Росоліно Сімоне Черкато Філіппо Маньїні Федеріко Каппеллаццо* Маттео Пеллічіарі* | 7:11.83     |
| Естафета 4×100 м комплексом     | США (USA) Аарон Пірсол Брендан Гансен Іян Крокер Джейсон Лезак Крайзельбург Ленні* Марк Генглофф* Майкл Фелпс* Ніл Вокер* | 3:30.68 WR | Німеччина (GER) Штеффен Дрізен Єнс Круппа Томас Руппрат Ларс Конрад Хельге Меув*                               | 3:33.62     | Японія (JPN) Томомі Моріта Косуке Кітаджіма Такасі Якамото Окумура Йосіхіро                                                   | 3:35.22     |

* Плавці, що взяли участь лише в попередніх запливах і одержали медалі.

### Жінки
| Дисципліни                      | Золото | Золото     | Срібло | Срібло     | Бронза | Бронза     |
| ------------------------------- | --- | ---------- | --- | ---------- | --- | ---------- |
| 50 м вільним стилем             | Інге де Бройн (NED)                                                                                          | 24.58      | Малія Метелла (FRA) | 24.89      | Ліббі Тріккетт (AUS)                                                                                          | 24.91      |
| 100 м вільним стилем            | Джоді Генрі (AUS)                                                                                            | 53.84      | Інге де Бройн (NED) | 54.16      | Наталі Коглін (USA)                                                                                           | 54.40      |
| 200 м вільним стилем            | Камелія Аліна Потек (ROM)                                                                                    | 1:58.03    | Федеріка Пеллегріні (ITA)                                                                                               | 1:58.22    | Соленн Фіге (FRA)                                                                                             | 1:58.45    |
| 400 м вільним стилем            | Лор Маноду (FRA)                                                                                             | 4:05.34 EU | Отилія Єнджейчак (POL)                                                                                                  | 4:05.84    | Кейтлін Сандено (USA)                                                                                         | 4:06.19    |
| 800 м вільним стилем            | Ай Сібата (JPN)                                                                                              | 8:24.54    | Лор Маноду (FRA) | 8:24.96    | Даяна Мунц (USA)                                                                                              | 8:26.61    |
|                                 | |            | |            | |            |
| 100 м брасом                    | Наталі Коглін (USA)                                                                                          | 1:00.37    | Керсті Ковентрі (ZIM)                                                                                                   | 1:00.50    | Лор Маноду (FRA)                                                                                              | 1:00.88    |
| 200 м брасом                    | Керсті Ковентрі (ZIM)                                                                                        | 2:09.19 AF | Станіслава Комарова (RUS)                                                                                               | 2:09.72    | Антьє Бушшульте (GER) Накамура Рейко (JPN)                                                                    | 2:09.88    |
|                                 | |            | |            | |            |
| 100 м брасом                    | Ло Сюецзюань (CHN)                                                                                           | 1:06.64 OR | Брук Генсон (AUS) | 1:07.15    | Лісель Джонс (AUS)                                                                                            | 1:07.16    |
| 200 м брасом                    | Аманда Бірд (USA)                                                                                            | 2:23.37 OR | Лісель Джонс (AUS) | 2:23.60    | Анне Полеска (GER)                                                                                            | 2:25.82    |
|                                 | |            | |            | |            |
| 100 м батерфляєм                | Петрія Томас (AUS)                                                                                           | 57.72      | Отилія Єнджейчак (POL)                                                                                                  | 57.84      | Інге де Бройн (NED)                                                                                           | 57.99      |
| 200 м батерфляєм                | Отилія Єнджейчак (POL)                                                                                       | 2:06.05    | Петрія Томас (AUS) | 2:06.36    | Юко Наканісі (JPN)                                                                                            | 2:08.04    |
|                                 | |            | |            | |            |
| 200 м комплексом                | Яна Клочкова (UKR)                                                                                           | 2:11.14    | Аманда Бірд (USA) | 2:11.70 AM | Керсті Ковентрі (ZIM)                                                                                         | 2:12.72 AF |
| 400 м комплексом                | Яна Клочкова (UKR)                                                                                           | 4:34.83    | Кейтлін Сандено (USA)                                                                                                   | 4:34.95 AM | Джорджина Бардач (ARG)                                                                                        | 4:37.51 SA |
|                                 | |            | |            | |            |
| Естафета 4×100 м вільним стилем | Австралія (AUS) Еліс Міллс Ліббі Тріккетт Петрія Томас Джоді Генрі Сара Раян*                                | 3:35.94 WR | США (USA) Кара Лінн Джойс Наталі Коглін Аманда Вейр Дженні Томпсон Ліндсі Бенко* Маріца Коррея* Коллін Лейнн*           | 3:36.39 AM | Нідерланди (NED) Шанталь Ґрот Інґе Деккер Марлен Велдгойс Інге де Бройн Аннабел Костен*                       | 3:37.59    |
| Естафета 4×200 м вільним стилем | США (USA) Наталі Коглін Карлі Пайпер Дана Воллмер Кейтлін Сандено Ліндсі Бенко* Рі Джеффрі* Рейчел Комісарз* | 7:53.42 WR | Китай (CHN) Чжу Інвень Сюй Яньвей Ян Юй Пан Цзяїн Лі Цзі*                                                               | 7:55.97 AS | Німеччина (GER) Францишка ван Альмсік Петра Даллманн Антьє Бушшульте Ганна Штокбауер Яніна Ґец* Зара Гарстік* | 7:57.37    |
| Естафета 4×100 м комплексом     | Австралія (AUS) Джиан Руні Лісель Джонс Петрія Томас Джоді Генрі Брук Генсон* Еліс Міллс* Джесс Скіппер*     | 3:57.32 WR | США (USA) Наталі Коглін Аманда Бірд Дженні Томпсон Кара Лінн Джойс Гейлі Коуп* Тара Кірк* Рейчел Комісарз* Аманда Вейр* | 3:59.12    | Німеччина (GER) Антьє Бушшульте Сара Певе Францишка ван Альмсік Даніела Ґец                                   | 4:00.72 EU |

* Плавці, що взяли участь лише в попередніх запливах і одержали медалі.